# 圣巴泰勒米当茹
圣巴泰勒米当茹（法語：Saint-Barthélemy-d'Anjou，法語發音：[sɛ̃ baʁtelemi dɑ̃ʒu] ⓘ，意为“安茹的圣巴泰勒米”）是法国曼恩-卢瓦尔省的一个市镇，位于该省中部，属于昂热区。圣巴泰勒米当茹是昂热城市社区的一部分，位于昂热市区东北部。

## 地理
圣巴泰勒米当茹（47°28'3"N, 0°29'42"W）面积14.58 平方千米，位于法国卢瓦尔河地区大区曼恩-卢瓦尔省，该省份为法国西部内陆省份，大致对应安茹地区，北起顺时针与马耶讷省、萨尔特省、安德尔-卢瓦尔省、维埃纳省、德塞夫勒省、旺代省、大西洋卢瓦尔省和伊勒-维莱讷省接壤。
与圣巴泰勒米当茹接壤的市镇（或旧市镇、城区）包括：昂热、埃库夫朗、勒普莱西-格拉穆瓦尔、安茹地区韦里耶尔、特雷拉泽、卢瓦尔-欧蒂永。

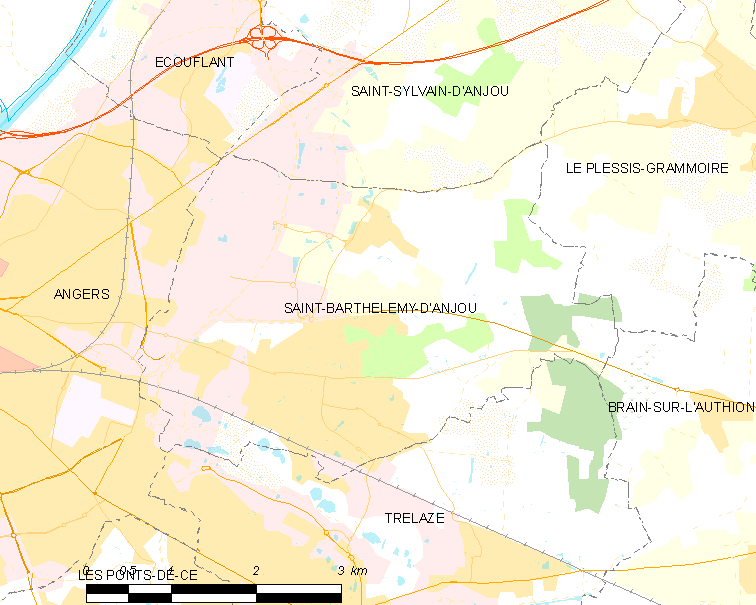
圣巴泰勒米当茹的OSM定位图

圣巴泰勒米当茹的时区为UTC+01:00、UTC+02:00（夏令时）。

## 行政
圣巴泰勒米当茹的邮政编码为49124，INSEE市镇编码为49267。

## 政治
圣巴泰勒米当茹所属的省级选区为昂热第六县。

## 人口

1962-2008年间圣巴泰勒米当茹人口变化图示

圣巴泰勒米当茹于2022年1月1日时的人口数量为9496人。